# Liem Sioe Long
Liem Sioe Liong, znany także jako Sudono Salim (chiń. upr. 林绍良; chiń. trad. 林紹良; pinyin Lín Shàoliáng; ur. 16 lipca 1916, zm. 10 czerwca 2012) – indonezyjski przedsiębiorca pochodzenia chińskiego.
Od 1938 mieszkał i działał na terenie Indii Holenderskich (późniejszej niepodległej Indonezji). Stworzył koncern Salim Group, którego rozwój zapewnił mu tak wielkie dochody, że uważano go za najbogatszego człowieka w Indonezji. Ten wysoki status materialny sprawił również, że Liem Sioe Long cieszył się pozycją zaufanego współpracownika prezydenta Suharto.